# 中國會計評論
中国会计评论（China Accounting Rerview，简称CAR）是中華人民共和國一本有關會計學的期刊，为季刊。該期刊由北京大学、清华大学、北京国家会计学院联合发起，16所综合大学加盟创办。《中国会计评论》由北京大学出版创刊号。2003年12月13日至14日在重庆大学承办的“第二届实证会计研究学术年会”上亮相。